# Lucie Englisch

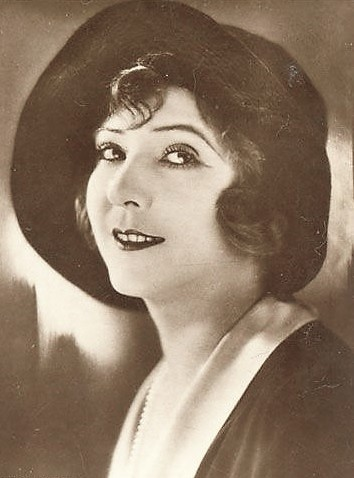
Lucie Englisch.

Lucie Englisch, född 8 februari 1902 i Leesdorf, Österrike, död 12 oktober 1965 i Erlangen, Västtyskland, var en österrikisk skådespelare. Hon kom att medverka i över 140 filmer och gjorde i början av 1930-talet flera huvudroller i tysk och österrikisk film. I en recension i New York Times i januari 1935 uppmärksammades Englisch för sin roll i filmen Meine Frau, die Schützenkönigin där det skrevs att "hennes kvicka repliker lämnar hennes utmärkta motspelare helt i skuggan".

## Filmografi
- 1929 – Natten tillhör oss
- 1930 – Vals i sovkupén
- 1931 – Snälla svärsöners snedsprång
- 1932 – Grevinnan av Monte Cristo
- 1936 – Kärlekspostiljonen
- 1937 – Paradisets påpassliga poliser
- 1938 – En förförare med otur
- 1958 – Hallo Taxi